# Biodiversidad de Ecuador
Ecuador forma parte de la lista de países que albergan más de las dos terceras partes de la biodiversidad del mundo (países megadiversos), siendo este el más pequeño en cuanto a superficie de todos ellos, convirtiéndose en el país con mayor cantidad de especies por kilómetro cuadrado. Forma parte de dos puntos calientes u hotspots de biodiversidad: Tumbes- Chocó- Magdalena y Andes tropicales. Ecuador es un punto caliente de biodiversidad para los vertebrados endémicos, especialmente para los anfibios (aproximadamente el 45% de las especies locales) y los reptiles, así como para las especies de plantas vasculares endémicas (aproximadamente el 26%).
La biodiversidad del Ecuador se debe a fenómenos geográficos y climáticos que han incitado la presencia de una gran variedad de especies.
Según el Fondo Mundial para la Naturaleza (WWF) de Ecuador, el país ocupa el octavo lugar a nivel mundial en biodiversidad total. Posee el 18 % del total de aves reconocidas a nivel mundial, lo que representa al menos 1.610 especies y lo sitúa en el 4.º lugar mundial. De estas, 133 son colibríes, posicionándolo en el 2.º lugar mundial para este grupo. Además, alberga el 7 % de los anfibios y mamíferos del mundo.
Ecuador ha identificado alrededor de 45 tipos de vegetación y aproximadamente 18.198 especies de plantas vasculares, con unas 4.500 especies endémicas. Entre estas plantas vasculares se encuentran unas 4.000 especies de orquídeas, de las cuales 1.714 son endémicas en el país, lo que posiciona a Ecuador como el país con mayor diversidad de orquídeas en el mundo.
Con respecto a la biodiversidad marina, Ecuador tiene una gran diversidad de ecosistemas marinos; playas, bahías, estuarios, acantilados, lagunas costeras y costas rocosas son los más típicos. La información sobre la diversidad de organismos marinos en el Ecuador había sido muy limitada pero, en los últimos años, la comunidad científica la ha reconocido como una prioridad y esto ha llevado a nuevas revisiones actualizadas de la taxonomía de los distintos grupos. En Ecuador se han realizado pocos estudios con el objetivo específico de obtener datos sobre la biodiversidad marina y la información existente es limitada y dispersa. La mayor parte de las investigaciones realizadas por el Instituto Nacional de Pesca se han orientado a la evaluación de los recursos pesqueros demersales y pelágicos a partir de estudios de abundancia y distribución de las principales especies de peces en las zonas de plataforma y salud de las costas continentales e insulares del Ecuador.
El Océano Pacífico frente a las costas de Ecuador se caracteriza por ser una zona de transición entre las aguas tropicales cálidas y de baja salinidad del norte y las aguas subtropicales frías de la corriente de Humboldt del sur de Perú. Entre estas masas de agua existe una zona denominada Frente Ecuatorial con fuertes gradientes térmicos y de salinidad que marcan las variaciones estacionales. Además, la zona frontal se caracteriza por la aparición periódica de "El Niño", la fase cálida del ENSO (El Niño Southern-Oscillation).
Con respecto a la protección de dicha biodiversidad, Ecuador cuenta con un sistema nacional de áreas protegidas (Sistema Nacional de Áreas Protegidas, SNAP) que cubre alrededor del 20% de la superficie del país. Además, cuenta con un programa nacional de pagos para la conservación de la biodiversidad, el Programa Socio Bosque, que apoya la conservación y gestión de las áreas protegidas y sus zonas de amortiguamiento.  Varias especies de Ecuador están protegidas por la Convención sobre el Comercio Internacional de Especies Amenazadas de Fauna y Flora Silvestres (CITES), el Protocolo de Nagoya y el Convenio sobre la Diversidad Biológica (CDB) para evitar el comercio ilegal.
La importancia de Ecuador en la biodiversidad mundial se refleja en la designación de siete Reservas del Hombre y Biosfera de la UNESCO en el país. Además, la Convención de Ramsar ha identificado 19 sitios en Ecuador como Humedales de Importancia Internacional, cubriendo más de 1 millón de hectáreas. A pesar de que es un país de megadiversidad, existen lagunas en la información sobre la biodiversidad, como la identidad de las especies, los rangos de distribución de las especies y la riqueza completa de especies para determinadas regiones. Esta información es fundamental a la hora de planificar programas de conservación in situ y ex situ, como la identificación de áreas prioritarias y la evaluación del estado de conservación de las especies.

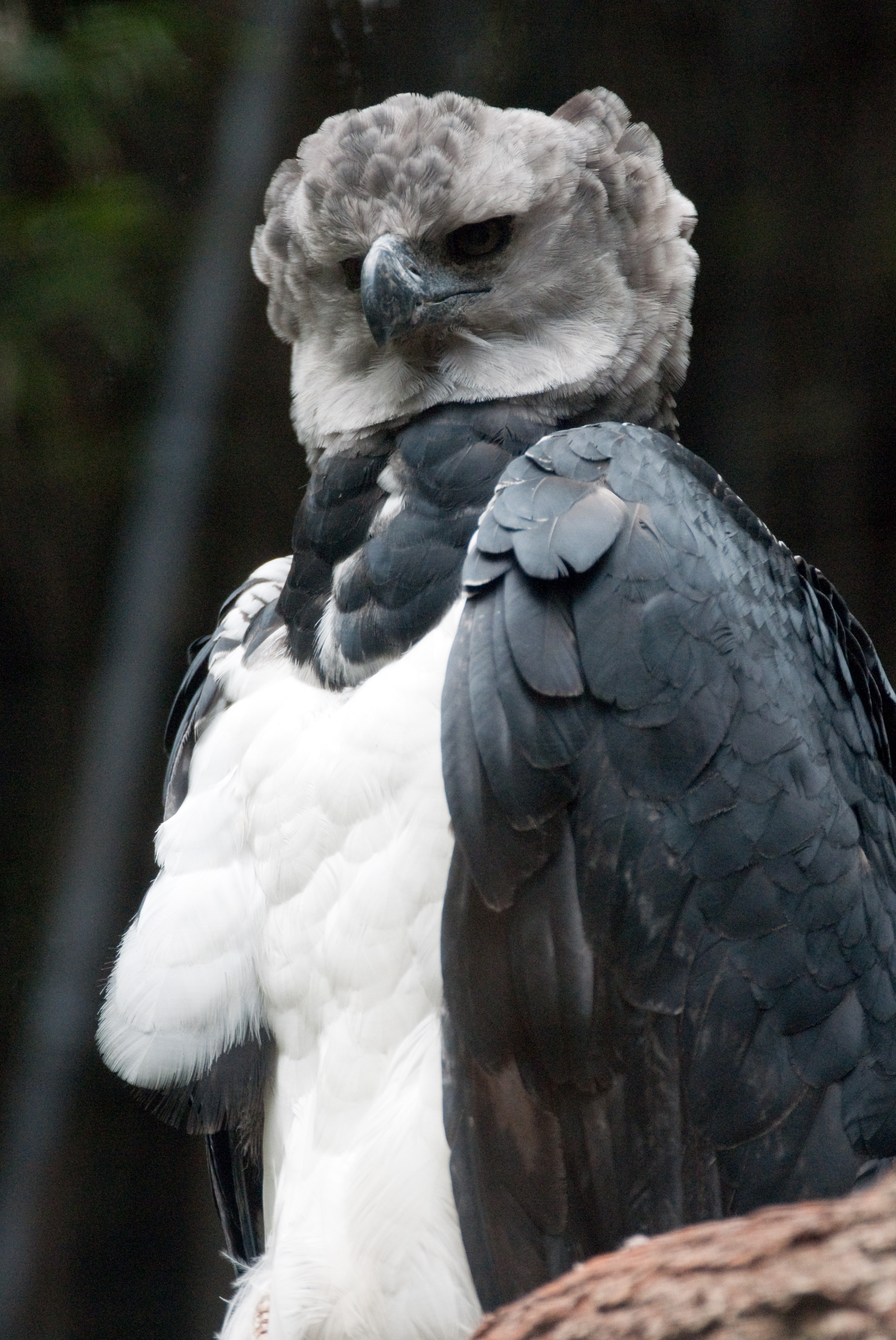
Águila Harpía (Harpia harpyja), símbolo de la diversidad biológica de Ecuador.

## Factores

### La ubicación del territorio en zona tropical
Todos los climas del Ecuador son tropicales debido a la línea equinoccial (o Ecuador) que cruza el territorio; debido a que se encuentra en esta franja, la temperatura es constante todo el año, es decir, presenta una mayor estabilidad climática evidenciándose tanto en las tierras bajas de la costa como en la Amazonía y en las tierras altas de la zona andina. Cabe resaltar que la mayor diversidad biológica se concentra en los trópicos.

### Presencia de la Cordillera de los Andes
La presencia de montañas en zonas tropicales, es una de los factores que estimulan la proliferación de ambientes para el desarrollo de la vida. Además, con la presencia de gradientes altitudinales se evidencian varios pisos climáticos, originando nuevos hábitats para procesos evolutivos y adaptación de especies. Los Andes que cruzan al país condiciona la evolución de especies, ya que crea una barrera natural entre distintas poblaciones, ejemplo de ello son las selvas de la cuenca amazónica y las selvas del noroccidente en la costa.

### Presencia de Corrientes Marinas
La corriente cálida o de Panamá y la corriente fría o de Humboldt, tienen un efecto directo sobre las especies, ocasionando variedad de climas a lo largo de la Costa, debido a esto, la parte norte de la costa es más húmeda porque la corriente de Panamá, que trae aguas cálidas produciendo una evaporación de estas aguas oceánicas con la humedad de los ecosistemas terrestres. Por otra parte, la zona centro- sur de la costa está influenciada por la corriente fría venida desde el sur de las zonas antárticas y que suben por las costas de Perú y Chile. Al llegar al cabo Pasado en Manabí esta corriente se topa con la cordillera de Carnegie en dirección a las Galápagos, evidenciándose así un clima semiárido en el archipiélago.

## Regiones Geográficas

### Región Insular
Exclusiva al archipiélago de Galápagos, los ecosistemas tanto terrestres como marinos se encuentran interrelacionados. La principal elevación es el volcán Sierra Negra ubicado en la isla Isabela. 

### Región Costa o Litoral
Se ubica en el océano Pacífico y el piedemonte de la cordillera andina. 
Elementos estructurales:
1. Cuenca del Guayas: conforma valles fluviales en la vertiente occidental por la confluencia de los ríos Daule y Babahoyo que desembocan aproximadamente a 52 km al sur en el Golfo de Guayaquil.
2. Río Esmeraldas: se origina por la unión del Río Canandé con los ríos Blanco y Guayllabamba
3. Cordilleras costeras: se extienden de forma paralela al litoral desde Esmeraldas hasta Guayaquil.[2] Las cordilleras costeras son Mache Chindul, Jama, Chongón Colonche, Balzar, Convento y Cojimíes.[12]

### Región Sierra o Andes
Se extiende desde el río Carchi (norte) al río Macará (sur), sobre los 300 m de altura en el noroccidente y 400 m de altura en suroccidente y oriente. La Cordillera está conformada por dos cadenas montañosas:
| Cordillera Occidental | Cordillera Oriental o Real |
| --- | --- |
| Menor altura. Principales Elevaciones: - Volcán Chimborazo (6310 m s. n. m.) - Guagua Pichincha (4776 m s. n. m.) - Atacazo- Ninahuilca (4455 m s. n. m.) - Corazón (4791 m s. n. m.) - Ilinizas (Iliniza Sur: 5245 m s. n. m. y Ilinizas Norte: 5126 m s. n. m.) | Más alta Principales Elevaciones: - Volcán Cotopaxi (5897 m s. n. m.) - Cayambe (5790 m s. n. m.) - Antisana (5758 m s. n. m.) - Tungurahua (5020 m s. n. m.) - Altar o Capac Urcu (5319 m s. n. m.) - Sangay (5230 m s. n. m.) |
| A partir de la depresión de Paute - Girón la cordillera de los Andes disminuye su altitud y es más antigua geológicamente. Los Andes australes del Ecuador no sobrepasan los 4000 m de altura.                                                                    | |

Los sistemas hidrográficos de oriente y occidente nacen en las montañas de los Andes ya sea por deshielo o precipitaciones. La mayor parte de año evidenciándose una vegetación siempre verde; sin embargo, en las zonas bajas de valles, la vegetación es parte de bosques seco y semiáridos, caracterizada por precipitaciones de lluvia muy bajas. 

### Región Oriental o Amazónica
Se extiende desde los Andes orientales en el oeste hasta la frontera con Colombia  y Perú en el este. Se divide en alta Amazonía y la llanura amazónica. El Ecuador posee solo el 1.6% de la cuenca del Amazonas, pero representa el 30% del territorio nacional, Es una región húmeda con constantes precipitaciones durante todo el año.

## Vegetación natural y uso del suelo
Dentro del territorio nacional destacan cinco tipos de corbertura y uso del suelo.
| Bosque                                                 | Comunidad vegetal donde predominan diversas especies de características arbóreas con uno o más estratos. Cubren aproximadamente un 54% del territorio nacional. |
| Vegetación arbustiva y herbácea                        | Compuesta por especies leñosas nativas no arbóreas. Ocupa el 7% aproximado del territorio nacional. |
| Tierras agropecuarias                                  | Tierras para cultivos agrícolas Ocupa el 38% aproximado del territorio nacional. |
| Cuerpo de agua                                         | Asociado a superficies de agua estáticas o en movimiento, así como, su volumen. |
| Otras tierras                                          | Generalmente no presentan vegetación por sus condiciones, ya sea del suelo, climáticas, antrópicas, entre otras. Pueden tener otros usos pero no forestales ni agropecuarios. Localización de los glaciares y nieves de cumbres andinas. Ocupan el 0.3% aproximado de la superficie del país. |
| Fuente: Atlas Rural del Ecuador - Cuesta et al. , 2017 | |

## Ecosistemas
Las condiciones geográficas, el clima, así como, el relieve y la ubicación han permitido el desarrollo de sistemas ecológicos. En el Ecuador se han registrado 14 ecosistemas terrestres con 45 formaciones vegetales según su fisonomía y ubicación geográfica en las regiones naturales (Costa, Sierra y Amazonía). La región insular del Archipiélago de Colón es un caso especial que difiere de los ecosistemas terrestres presentes en el territorio continental.
Entre los principales ecosistemas del Ecuador, se encuentran:
- Bosques húmedos del Chocó
- Bosques secos y semiáridos
- Bosques montanos
- Páramos
- Amazonía: Bosques de tierra firme y Bosques inundados o inundables
- Manglares
- Franja marino costera

Desde 2010, el Ministerio del Ambiente del Ecuador (actualmente Ministerio del Ambiente, Agua y Transición Ecológica (MAATE)), iniciaron trabajos para representación de mapas (cartografía), metodologías como la definición de un Sistema Nacional de Clasificación de Ecosistemas (SNCE), para estandarizar y oficializar la información geográfica de los ecosistemas presentes en el país. El sistema plantea un esquema jerárquico el cual agrupa ecosistemas a distintas escalas espaciales, cubriendo escalas gruesas o globales a escalas finas o paisajes, tomando en cuentas factores como la biogeografía, el bioclima o geomorfología, de ese modo, el SNCE logra proyectar geográficamente los ecosistemas del Ecuador continental. En el año 2013, en el sistema se describen 91 ecosistemas para las tres regiones naturales del Ecuador (territorio continental).
| Región                                                                        | Región  | Región | Región   |
| ----------------------------------------------------------------------------- | ------- | ------ | -------- |
| Ecosistemas                                                                   | Litoral | Andes  | Amazonía |
| Ecosistemas                                                                   | 24      | 45     | 22       |
| Fuente: Atlas Geográfico de la República del Ecuador - Gallegos et al. , 2013 |         |        |          |

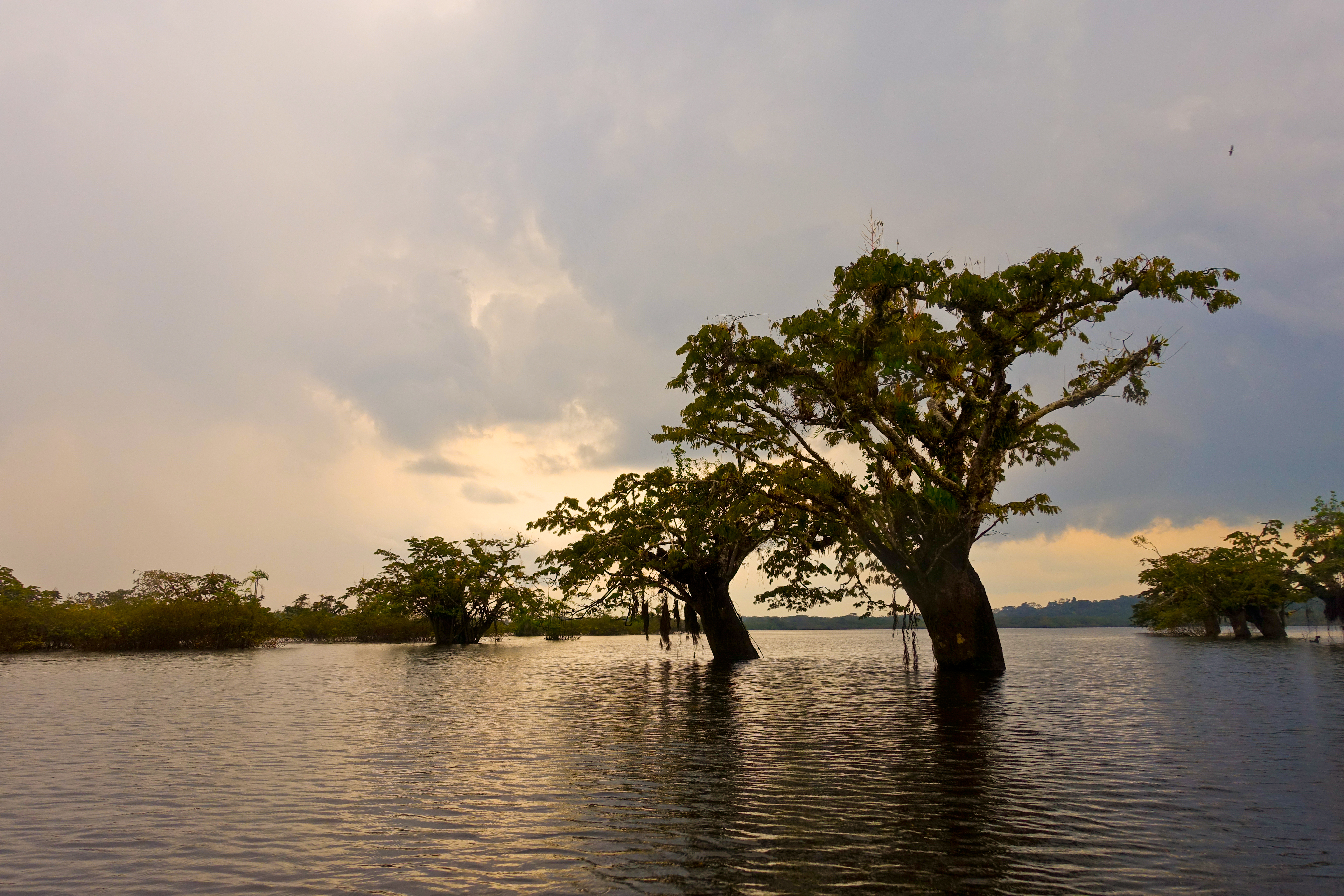
Guarango de agua (Macrolobium acaciifolium) en Bosques de Igapó, Cuyabeno

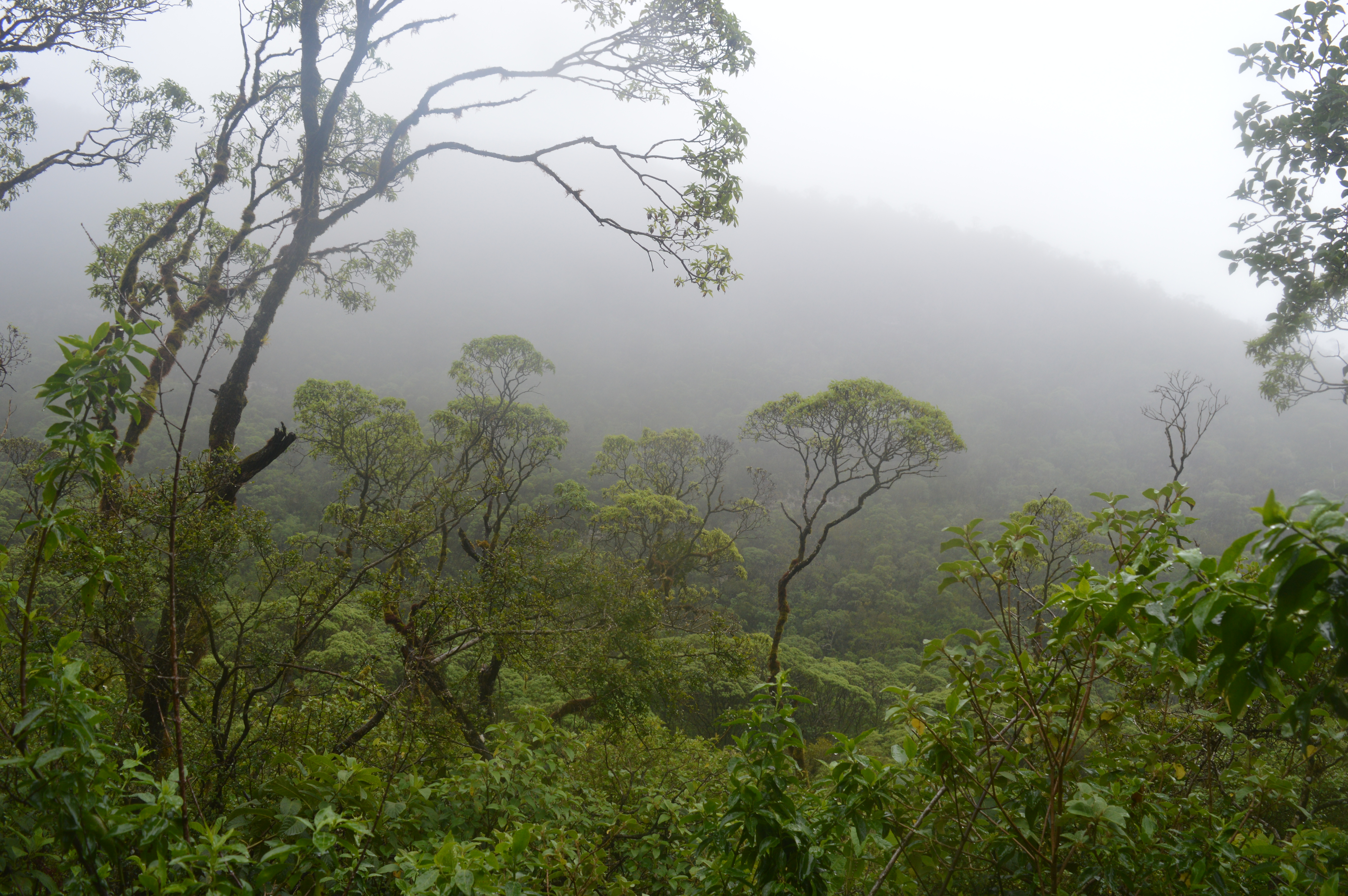
Bosque de Scalesia dentro del cráter Cerro Pajas, en la isla Floreana.

Las selvas de la ecorregión de la Amazonía como la chocoana son las más diversas del planeta, ya que existen dentro de cada una subregiones como las dos ramales de cordillera de los Andes, valles internos así como, sistemas hidrográficos. 
Los bosques piemontanos de la Costa como los bosques siempreverdes de las tierras bajas de la Amazonía poseen cerca del 30% de las especies de aves del territorio nacional. Además el bosque siempreverde montano bajo de la cordillera de la Costa, el bosque inundado de tierras bajas de la Amazonía y el bosque siempreverde montano de las cordilleras amazónicas poseen el 20% de la avifauna ecuatoriana. Los páramos, herbazales montanos, matorral seco montano de los Andes norte y centro, igualmente los moretales en la amazonía poseen <4% de aves. La avifauna del Ecuador continental se concentra entre los 1000 y 1300 m s. n. m. por lo que la diversidad tiende a decrecer conforme aumenta la altitud.

#### Zonas de vegetación en el archipiélago de Colón
Con respecto a la región insular, en el Archipiélago de Galápagos se han definido 9 ecosistemas terrestres:
| Zoma litoral y humedales                                                                              | Manglares, Bosque y arbustal húmedo de playas.    |
| Zona árida baja                                                                                       | Herbazal caduco, Arbustal caduco y Bosque caduco. |
| Zona de transición                                                                                    | Bosque y arbustal siempre verde estacional.       |
| Zona de Scalesia y Miconia                                                                            | Bosque y arbustal siempre verde.                  |
| Zona de Pampa                                                                                         | Herbazal húmedo                                   |
| Zona árida alta                                                                                       | Herbazal caduco de altura.                        |
| Nota: Los ecosistemas terrestres en el archipiélago están ordenados desde la costa hacia las cumbres. |                                                   |

### Ecosistemas marino costeros
El país posee 21 de los 27 ecosistemas reconocidos, es decir, 11 ecosistemas que encierra a los sistemas intermareales como playas de limo, de arena, de roca y manglares y 14 ecosistemas marinos (sistemas submareal) que agrupa a los fondos blandos, de roca, fondo de arrecife de coral, de grava, bajo de roca y bajo de arena. El estado de conservación de estos ecosistemas exceptuando a los manglares y playas es relativamente desconocido. Sin embargo, la destrucción, degradación de los hábitats por actividades humanas es el principal factor que comprete su estado de conservación.

#### Región Insular o Archipiélago de Galápagos
En la región insular, los ecosistemas marinos son únicos debido a que en el territorio confluyen tres corrientes oceánicas:
La Corriente cálida de Panamá, proveniente del noreste; la corriente fría de Humboldt que sube desde el sureste y la Corriente de Cromwell; cuando las corrientes chocan por el oeste de la plataforma de Galápagos, provoca que suba el agua fría llena de nutrientes a la zona fótica.
Otro factor que incide en la gran biodiversidad de los ecosistemas marinos es que las aguas que rodean a las islas son muy profundas (aproximadamente -2 000 m). La plataforma relativamente superficial de unos -500 m es producto de varias erupciones volcánicas que han moldeado al archipiélago. Se denomina ambiente nerítico a la columna de agua que se encuentra encima de dicha plataforma. El ambiente que se encuentra fuera de la plataforma tiene una profundidad entre -500 y -4000 m, está influenciado por las corrientes y nutrientes que afloran de sus aguas, este ambiente se encuentran montañas submarinas (de 100-200 m) que no llegan a emerger, estas son alojamiento de varias comunidades biológicas únicas.
El ambiente en la costa se divide dependiendo de la profundidad: zona intermareal, submareal superior y submareal inferior. La costa es rocosa principalmente aunque se puede encontrar ambientes mixtos conformados por manglares que cubren aproximadamente el 35 % de la línea de costa y playas.
La distribución del bentos en el fondo marino depende del tipo de sedimentos depositados, la influencia de las corrientes marinas, la profundidad, entre otros factores.

## Especies
| Clases | Grupos | Especies | Endémicas                      |
| --- | --- | --- | ------------------------------ |
| | | |                                |
| Vertebrados | Mamíferos | 457 | 53                             |
| Vertebrados | Aves | 1691 | 41                             |
| Vertebrados | Reptiles | 499 | 167                            |
| Vertebrados | Anfibios | 656 | 304                            |
| Vertebrados | Peces marinos | 619 | -                              |
| Vertebrados | Peces de agua dulce | 944 | -                              |
| | | |                                |
| Invertebrados | Moluscos | 35 especies representadas en 21 familias. | -                              |
| Invertebrados | Lepidópteros | 2200 especies de mariposas. - 61 especies de Papiliónidas (morfo o mariposas azules) - 150 especies de Sphingidae. - 1500 aproximadamente, suborden Rhopalocera (mariposas diurnas). | 200                            |
| Invertebrados | Escarabajos | 1 022 (familia Sacarabaeoidea) | 1 022 (familia Sacarabaeoidea) |
| Invertebrados | Escarabajos | 89 especies (subfamilia Cicindelidae), de las cuales 27 son endémicas |                                |
| Diversidad marina pelágica Se han identificado un total de 601 especies de organismos pelágicos en el Mar Ecuatoriano. De ellas, 536 corresponden a organismos unicelulares representados por 9 grupos o taxones. Las diatomeas (295 especies) son las más abundantes, siendo 182 especies oceánicas, predominando Pseudonitzschia delicatissima y Planktoniella sol. Existen 113 especies de diatomeas estuarinas, siendo la diatomea Chaetoceros affinis la más dominante en el Golfo de Guayaquil. En este ecosistema también hay 18 especies de Cyanophyta, de las cuales la más abundante es Oscillatoria cortiana. Los Dinoflagelados están formados por 103 especies, siendo Blefarocysta splendormaris y Goniodoma polyedricum las más comunes. Los tintínidos están representados por 50 especies, siendo Epiplocyloides reticulata el más dominante. Diversidad marina bentónica Hasta el año 2003, se han identificado 675 especies de invertebrados marinos bentónicos. De ellos, los moluscos son los más abundantes con 256 especies. Entre ellos, los gasterópodos son los más comunes y representan el 77% del grupo. Sus restos de conchas forman el fondo marino de las Islas Galápagos. Los protozoos, denominados foraminíferos bentónicos, son el segundo grupo más grande con 147 especies; Bulimina pulchela y Cibicides bertheloti cf boueana son los más comunes. Hay 14 especies de estos bivalvos, de los cuales Teredofurcifera es el que causa más problemas en los puertos de Manta, Salinas y las Islas Galápagos.También hay 7 especies de bivalvos perforadores de rocas que causan la erosión de los sustratos rocosos de la costa ecuatoriana. Se han identificado 42 especies de poliquetos bentónicos de las zonas intermareal y sublitoral, 24 errantes y 18 sedentarios. Los equinodermos son muy abundantes en las Islas Galápagos con 69 especies reportadas de las cuales los Ophiuroidea son los más comunes. Se reportó que 140 de las especies de invertebrados marinos encontrados en Ecuador (92 especies de moluscos, 31 de crustáceos y 17 de equinodermos) ocurren en el área intermareal. | | |                                |
| En Ecuador se han identificado 17058 especies de plantas vasculares. De las 246.695 plantas vasculares registradas en el mundo en 2010, el Ecuador posee aproximadamente el 6.9% de especies vasculares. Del total de la flora del Ecuador, tanto especies vasculares como no vasculares, 5400 especies son considerados endémicos del país. | | |                                |
| Flora | Briofitas | 1663 | 63                             |
| Flora | Helechos | 18198 | 181                            |
| Flora | Gimnospermas | 18198 | 1                              |
| Flora | Angiospermas | 18198 | 4256                           |
| | | |                                |
| Reino Fungi | 844 especies | 844 especies | 844 especies                   |
| Reino Fungi | 600 especies de liquen documentadas solo en el archipiélago de Galápagos de las cuales aproximadamente el 20% son endémicas. | |                                |

La riqueza genética en el Ecuador es limitada, ya que se ha orientado principalmente a programas de mejoramiento para especies usadas en la agricultura, por lo que son pocas las investigaciones en flora y fauna silvestre. Cabe resaltar que, Galápagos posee 560 especies de plantas nativas y aproximadamente 40 grupos más, estos se encuentran compuestos por especies y variedades en su mayoría endémicos del archipiélago.

## Amenazas a la biodiversidad en el Ecuador
Dicha biodiversidad se encuentra amenazada; según las Naciones Unidas, el Ecuador es el país más densamente poblado de Sudamérica y tiene, al 2016, una pérdida de biodiversidad acumulada del 13% (el límite considerado seguro por varios autores es 10%).

La deforestación y conversión de ecosistemas por la expansión de las ciudades y la frontera agrícola, las actividades extractivas no sostenibles, la construcción de mega obras de infraestructura y la contaminación de humedales, ríos y océanos, son las principales amenazas a la biodiversidad del país. A estos factores se suma el cambio climático, cuyo efecto en el desplazamiento y pérdida de ecosistemas y especies está empezando a documentarse.

Ecuador es el segundo país del mundo con mayor número de especies amenazadas, con un total de 2.501 especies, entre las que se encuentran 47 mamíferos, 86 reptiles, 363 anfibios, 102 aves, 70 invertebrados, 66 peces y 1.954 especies vegetales en peligro. Las causas de la pérdida de biodiversidad son los cambios en el uso del suelo a causa de la agricultura y la urbanización, las especies invasoras, la sobreexplotación y la contaminación. Ecuador es uno de los países de Sudamérica con mayor desarrollo de infraestructuras dentro y alrededor de sus áreas protegidas, lo que puede provocar una gran presión sobre las áreas protegidas y su fragmentación en hábitats aislados. El 72% de las 4.437 plantas vasculares endémicas y cerca del 10% de las especies de anfibios amenazadas en Ecuador no están protegidas porque se encuentran fuera de las áreas protegidas

### Amenazas para la Flora

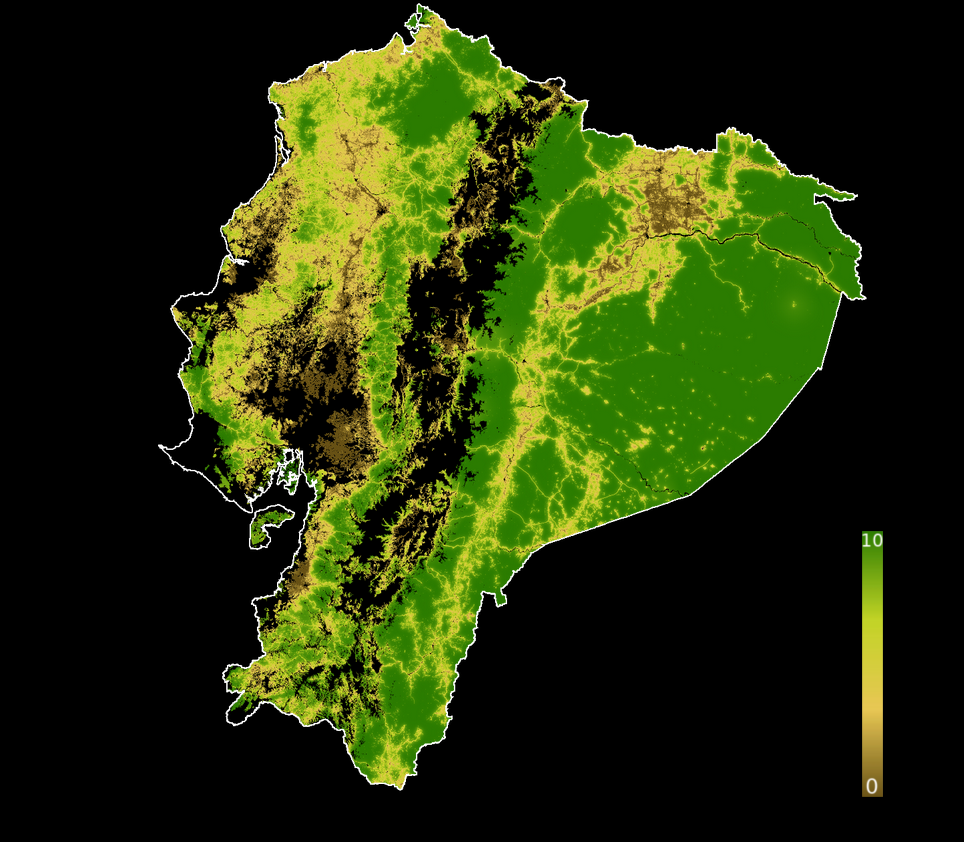
Mapa del Índice de integridad del paisaje forestal 2019 de la parte continental del país. Condición del bosque medida por el grado de modificación antropogénica. 0 = mayor modificación; 10 = Mínimo. Creado en Google Earth Engine. Fronteras nacionales = LSIB 2017

Los impactos a la flora nacional se deben principalmente a la deforestación en distintas escalas, lo que conlleva a la pérdida del hábitat y degradación de la zona, la causa principal es por el cambio de suelo para uso agropecuario. Otro factor que incide como un peligro a la biodiversidad florística es el cambio climático.
Los ecosistemas se encuentran amenazados debido a procesos de fragmentación para el cambio de uso del suelo. El mayor impacto viene de la deforestación a varias escalas, en los años 90 la corbertura boscosa era de 14'698.115 ha, al 2012 la superficie de bosque nativo fue de 12'879.571. El 99.4% de las áreas entre el año 2000 y 2008 fueron destinadas para uso agropecuario, sin embargo, entre ese periodo de tiempo solo se deforestaron 75.300 hectáreas por año mientras en 2008 y 2012 bajo la tasa de deforestación a 65.880 ha/ año.

### Amenazas para la Fauna
El incremento de especies amenazadas ocurre por la disminución de las poblaciones de fauna silvestre en el territorio nacional, así como la reducción de su área de distribución. Entre los factores se encuentran la cacería y pesca no sostenible, el tráfico de vida silvestre, la introducción de especies exóticas, contaminación, cambio climático.
Para el 2015, al menos 530 especies se encuentran bajo alguna categoría de amenaza (excluyendo a los peces), el 57% de anfibios están amenazados de extinción, es decir, 363 especies se encuentran amenazadas el 78 especies se reportaron como Casi Amenazadas (NT), 26 especies con Datos Insuficientes (DD) y solo 168 especies se consideran como de Preocupación Menor (LC); 341 especies de ranas, 8 especies de salamandras y 9 especies de cecilias se encuentran bajo amenaza.  El 25% del total de 108 especies de reptiles está en algún tipo de categoría, 9 en CR, 42 en EN, 57 vulnerables. El 10% del total de 161 especies de aves se encuentran amenazadas, 16 en CR, 47 EN y 98 en estado de vulnerabilidad. Con respecto a los mamíferos, 101 taxones están amenazados .

### Amenazas a la Diversidad Genética
Hace referencia a la pérdida de biodiversidad genética de animales y plantas de forma irreversible; la principal causa de la pérdida genética son las actividades agrícolas donde se impulsa la producción de pocos cultivos, es decir, una aculturación de la población a través de patrones y modelos de consumo extranjeros.
| Factores que inciden en la biodiversidad |
| --- |
| - Transformación de ecosistemas. - Ampliación de la red vial y accesibilidad. - Deforestación. - Especies exóticas invasoras. - Sobreexplotación de la Fauna. - Extracción ilegal de recursos genéticos. - Contaminación. - Minería |